# Studienka
Studienka és un poble i municipi d'Eslovàquia que es troba a la regió de Bratislava, a l'extrem occidental del país, prop de la frontera amb Àustria.

## Demografia
| Godina             | 1994 | 2004   | 2014   | 2024   |
| ------------------ | ---- | ------ | ------ | ------ |
| Nombre de persones | 1513 | 1608   | 1644   | 1748   |
| Diferència         |      | +6,27% | +2,23% | +6,32% |

| Godina             | 2023 | 2024   |
| ------------------ | ---- | ------ |
| Nombre de persones | 1751 | 1748   |
| Diferència         |      | −0,17% |